# Satinage
Satinage (urspr. französisch, Wortherkunft von Satin) ist die Einebnung und Glättung der Oberfläche von gestrichenen Papieren mit Streichfarbe bei der Papierherstellung. 
Dieser Vorgang wird heute als Prägevorgang verstanden, bei dem eine glatte Fläche unter Druck die zunächst noch raue Papierbahn glättet. In alten Zeiten wurde das Papier mit einem polierten Hammer bearbeitet oder zwischen polierten Metallplatten in einer Presse zusammengedrückt. Heute erfolgt die Satinage in einem Kalander durch einen Walzvorgang. Dabei kann der Druck im Walzenspalt verringert werden, indem man die Walzen beheizt und/oder die Papieroberfläche befeuchtet. Die so erfolgte Glättung ist schonender für das Papier. Es behält mehr Volumen und Steifigkeit, was für die weitere Verwendung besser ist.
In einem modernen Kalander wechseln sich harte, beheizte Walzen aus Schalenhartguss oder Stahl mit weichen Walzen ab, die mit „weichen“ Polymerbezügen versehen sind. Dadurch verbreitert sich der Walzenspalt, und der Druck auf die Papierbahn vergleichmäßigt sich. Zugleich verlängert sich die Verweildauer im Spalt.
Der früher angenommene Einfluss von Reibung in der Satinagemulde durch Mikroschlupf existiert nicht. Unter dem Mikroskop hat man die Abdrücke von Kratzern in der Walzenoberfläche auf dem kalandrierten Papier wiedergefunden, was bei einer Relativbewegung, die immer zusammen mit Reibung auftritt, nicht hätte sein dürfen. 